# Cyanoramphus ulietanus
El perico de Raiatea (Cyanoramphus ulietanus) una especie extinta de ave psitaciforme de la familia Psittaculidae endémica de la isla de Raiatea, en las islas de la Sociedad de la Polinesia Francesa.

## Descripción
El perico de Raiatea medía unos 25 cm de largo. Su cabeza era de color pardo oscuro, en contraste con su pico que era de tono azulado claro con la punta negra. El resto de sus partes superiores eran pardas, salvo el obispillo y la base de la cola que eran de color castaño rojizo, mientras que el plumaje de sus partes inferiores era de tonos ocres, menos la parte inferior de sus alas que era gris violácea. Sus réctrices centrales eran de tonos oliváceos y las exteriores grisáceas. Sus patas eran grisáceas y el iris de sus ojos anaranjado.

## Distribución
Se encontraba solo en la isla de Raiatea (islas de la Sociedad), donde ocupaba sus selvas húmedas.

## Extinción
Se extinguió poco tiempo después de haberse descubierto.Se desconocen las causas exactas de su extinción, aunque se piensa que la deforestación y la introducción de especies invasoras como las ratas podrían haberla causado. 
De la especie solo quedan especímenes disecados en dos museos, el Museo de Historia Natural de Londres y el Museo de Historia Natural de Viena. Su datación original es discutida, Erwin Stresemann (1950) y James Greenway (1958) sugieren que son de 1773 o 1774, mientras que el ornitólogo neozelandés David G. Medway afirma que los dos especímenes fueron recolectados en noviembre de 1777 durante la tercera circunnavegación de James Cook. Basa su alegación en las entradas del diario de viaje de Joseph Banks.